# نیتروژن تری‌فلورید
نیتروژن تری‌فلورید (به انگلیسی: Nitrogen trifluoride) با فرمول شیمیایی NF۳ یک ترکیب شیمیایی با شناسه پاب‌کم ۲۴۵۵۳ است که نوعی ترکیب معدنی است. جرم مولی آن 71.00 g/mol می‌باشد. این ترکیب، گازی بی‌رنگ، غیرقابل اشتعال و با بوی ملایم اندک است. همچنین یک گاز گلخانه‌ای بسیار قوی است. از کاربردهای آن در صنعت ریز الکترونیک است که به‌طور گسترده در حال افزایش است.